# Hereford (Texas)
Hereford és una ciutat, seu del Comtat de Deaf Smith, a l'estat de Texas. Segons el cens del 2000 tenia 14.597 habitants.

## Demografia
Segons el cens del 2000, Hereford tenia 14.597 habitants, 4.839 habitatges, i 3.730 famílies. La densitat de població era de 1.004,6 habitants per km².
Dels 4.839 habitatges en un 42,2% hi vivien nens de menys de 18 anys, en un 58,4% hi vivien parelles casades, en un 14,4% dones solteres, i en un 22,9% no eren unitats familiars. En el 20,7% dels habitatges hi vivien persones soles l'11,3% de les quals corresponia a persones de 65 anys o més que vivien soles. El nombre mitjà de persones vivint en cada habitatge era de 2,96 i el nombre mitjà de persones que vivien en cada família era de 3,44.
Per edats la població es repartia de la següent manera: un 34% tenia menys de 18 anys, un 9,9% entre 18 i 24, un 25,6% entre 25 i 44, un 18,1% de 45 a 60 i un 12,4% 65 anys o més.
L'edat mediana era de 30 anys. Per cada 100 dones de 18 o més anys hi havia 87,7 homes.
La renda mediana per habitatge era de 29.599 $ i la renda mediana per família de 33.387 $. Els homes tenien una renda mediana de 26.488 $ mentre que les dones 18.920 $. La renda per capita de la població era de 12.787 $. Aproximadament el 19,4% de les famílies i el 20,2% de la població estaven per davall del llindar de pobresa.

## Fills il·lustres
- Edgar Mitchell (1930 - 2016) astronauta

## Poblacions properes
El següent diagrama mostra les poblacions més properes.